# Step Up (miss A)
Step Up è il secondo singolo del gruppo musicale sudcoreano miss A, pubblicato nel 2010 dall'etichetta discografica JYP Entertainment. Contiene quattro tracce, tutte incluse nel primo album del gruppo A Class.

## Tracce
1. Step Up – 2:48 (Hong Jisang)
2. Breathe – 3:34 (Park Jin-young)
3. Blanky (멍하니) – 4:47 (testo: Kim Heeyoung – musica: Shim Eunji)
4. Play That Music DJ (그 음악을 틀어줘요 DJ) – 3:15 (Super Changddai)

## Formazione
- Fei – voce
- Jia – rapper, voce
- Min – voce
- Suzy – voce

## Classifiche
| Classifica (2010)                        | Posizione massima |
| ---------------------------------------- | ----------------- |
| Gaon, classifica settimanale degli album | 6                 |
| Gaon classifica mensile degli album      | 10                |